# 白姓
白姓为中文姓氏之一，《百家姓》收入。分布很广，名人甚多，战国时候秦国有白起，唐朝时候有白居易，元朝时候有白朴，民国时期有白崇禧，白先勇父子。

## 姓氏起源

### 汉族白姓
1. 春秋时楚国太子建之子白公胜的后代；
2. 秦武公之子公子白的后代。
3. 秦穆公部下名將白乙丙的后代。
4. 根据《姓氏寻源》和《元命苞》记载，中国北部的姜姓部落首领炎帝有大臣白阜，为神农氏通水脉，传说为白姓之始；
5. 唐朝设置有白州，当地人有的以地名为姓。

### 汉化白姓
- 满族的伊爾根覺羅氏的巴雅拉，那拉氏，瓜尔佳氏等满族姓后改冠白姓。
- 蒙古族姓氏查干（蒙语意“白色”）。部分由蒙古姓巴岳特氏，博尔济吉特氏或孛兒只斤氏改冠白姓。
- 回族白姓。
- 外族白姓。外國人冠白姓

## 延伸阅读
[在维基数据编辑]
 《百家姓》
 《欽定古今圖書集成·明倫彙編·氏族典·白姓部》，出自陈梦雷《古今圖書集成》
 《金史·卷130》，出自脱脱《遼史》

## 外部連結
- 中华白氏网